# تاكاميتسو تومياما
تاكاميتسو تومياما (باليابانية: 富山 貴光) (26 ديسمبر 1990 في توتشيغي في اليابان – )؛ هو لاعب كرة قدم ياباني سابق كان يلعب كلاعب وسط.

## وصلات خارجية
- تاكاميتسو تومياما على موقع رابطة كرة القدم اليابانية للمحترفين (اليابانية)
- تاكاميتسو تومياما على موقع قاعدة بيانات كرة القدم.إي يو (الإنجليزية)
- تاكاميتسو تومياما على موقع Soccerway.com (الإنجليزية)
- تاكاميتسو تومياما على موقع عالم كرة القدم.نت (الإنجليزية)
- تاكاميتسو تومياما على موقع كووورة